# رحلة نحول
مغامرات نحول (باليابانية: 昆虫物語 みつばちハッチ〜勇気のメロディ〜، بالروماجي: Konchū Monogatari: Mitsubachi Hatchi: Yūki no Merodī) (بالإنجليزية: Hutch the Honeybee: Melody of Courage)‏
هو فيلم أنمي ياباني من إنتاج استوديو تاتسونكو برودكشن بالتعاون مع استوديو مجموعة تي.إي.سي. عرض الفيلم في 31 يوليو عام 2010. هو إعادة إنتاج لمسلسل الأنمي مغامرات نحول. تم دبلجته إلى العربية وعرض على قناة سبيستون.

## القصة
تدور أحداث القصة عن النحلة هاتشي الذي ترك أصدقائه، من أجل البحث عن أمه ملكة النحل التي فقدها بعد أن تعرضت خليتهم للهجوم من قبل مجموعة الدبابير، هاتشي خلال رحلته يتعرف على العديد من الأصدقاء، ويتعرف على فتاة اسمها آمي تستطيع التحدث معه.

## الأداء الصوتي
هاتشي
أداء صوتي: أياكا سايتو
آمي
أداء صوتي: أياكا ويلسون
كونيكوني
أداء صوتي: ناوكي تاناكا
بونتشو
أداء صوتي: جون كوموري
كوغانيناشي
أداء صوتي: ايجي باندو

## وصلات خارجية
- الموقع الرسمي باللغة اليابانية
- رحلة نحول على موقع IMDb (الإنجليزية)
- رحلة نحول على موقع قاعدة بيانات الفيلم (الإنجليزية)
- رحلة نحول على موقع ليتربوكسد (الإنجليزية)
- رحلة نحول على موقع كينوبويسك (الروسية)
- رحلة نحول على موقع ANN anime (الإنجليزية)